# Nogales, Arizona
Nogales este un oraș din Statele Unite, sediul comitatului Santa Cruz, Arizona. Orașul se află la circa 98 km sud de orașul Tucson, la granița cu Mexic. De partea cealaltă a graniței se află orașul mexican Nogales din statul federal mexican Sonora. Cele două orașe gemene sunt cunoscute sud denominarea de Ambos Nogales.
În anul 2000, populația era de 20.878 de locuitori, conform unei estimări făcute de United States Census BureauGR6.